# 스페이스X 크루-2
스페이스X 크루-2(USCV-2 또는 간단하게 크루-2으로 불리기도 한다.)은 크루 드래곤로 진행되는 두 번째 임무이다.

## 승무원
2020년 7월 28일 JAXA , ESA 및 NASA는 이 임무에 대한 우주 비행사 할당을 확인하였다. 그녀는 남편 Bob Behnken이 Endeavour 캡슐의 첫 번째 임무인 SpaceX Demo-2 임무에서 사용한 이 임무에서 SpaceX Crew Dragon Endeavour의 동일한 좌석을 함께 사용했다.
| 위치          | 우주 비행                                |
| ------------- | ---------------------------------------- |
| 우주선 사령관 | Shane Kimbrough, NASA Expedition 65/66   |
| 조종사        | K. Megan McArthur, NASA Expedition 65/66 |
| 미션 전문가 1 | Akihiko Hoshide, JAXA Expedition 65/66   |
| 미션 전문가 2 | Thomas Pesquet, ESA Expedition 65/66     |

독일의 우주 비행사 Matthias Maurer는 Pesquet의 백업으로, 일본의 우주 비행사 Satoshi Furukawa는 Hoshide의 백업으로 훈련되었다.
| 위치          | 우주 비행사            |
| ------------- | ---------------------- |
| 우주선 사령관 | TBA                    |
| 조종사        | TBA                    |
| 미션 전문가 1 | Satoshi Furukawa, JAXA |
| 미션 전문가 2 | Matthias Maurer, ESA   |

## 임무
상용 승무원 프로그램 의 두 번째 SpaceX 작전 임무는 2021년 4월 22일에 시작되었다. The Crew Dragon Endeavour (C206)는 Harmony 모듈의 IDA (International Docking Adapter)에 도킹되었다. 모든 승무원은 베테랑 우주 비행사이지만 이것은 Megan McArthur가 ISS를 처음 방문하는 것이고 (그녀의 첫 번째 우주 비행은 허블 우주 망원경에 대한 셔틀 임무였기 때문이다). Akihiko Hoshide는 체류 기간 동안 두번째 일본 ISS 사령관으로 봉사할 것이다.
이렇게하여 두 번째 임무 토마스 페스 켓 국제 우주 정거장과 호출되는 알파 후, 센타 우 루스 자리 알파 별이나 별자리 후 이름의 우주 임무에 프랑스의 전통에 따라, 지구에 가장 가까운 스타 시스템. 이 임무는 중고 부스터와 우주 비행사가 탑승 한 최초의 임무이다.

## 계획된 미션
| MET           | 시간 ( EST )  | 시간 ( UTC ) | 날짜 (UTC)      | 이벤트                                                                                      |
| ------------- | ------------- | ------------ | --------------- | ------------------------------------------------------------------------------------------- |
| −8 : 11 : 00  | 오후 10:00:00 | 2:00:00      | 2021년 4월 22일 | 승무원 웨이크                                                                               |
| −05 : 30 : 00 | 오전 12:41:35 | 4:41:35      | 2021년 4월 22일 | CE 출시 준비 브리핑                                                                         |
| −05 : 00      | 오전 1:11:35  | 5:11:35      | 2021년 4월 22일 | 콘솔에서 시프트 시작                                                                        |
| −04 : 59      | 오전 1:11:36  | 5:11:36      | 2021년 4월 22일 | Dragon IMU는 시작을 위해 정렬 및 구성한다.                                                  |
| −04 : 30 : 00 | 오전 1:41:35  | 5:41:35      | 2021년 4월 22일 | 용 추진제 가압                                                                              |
| −04 : 20 : 00 | 오전 1:51:35  | 5:51:35      | 2021년 4월 22일 | 승무원 날씨 요약                                                                            |
| −04 : 05 : 00 | 오전 2:06:35  | 6:06:35      | 2021년 4월 22일 | 승무원 핸드 오프                                                                            |
| −04 : 00      | 오전 2:11:35  | 6:11:35      | 2021년 4월 22일 | 정장 착용 및 체크 아웃                                                                      |
| −03 : 20 : 00 | 오전 2:51:35  | 6:51:35      | 2021년 4월 22일 | 승무원이 Neil Armstrong Operations and Checkout Building에서 나온다.                        |
| −03 : 15 : 00 | 오전 2:56:35  | 6:56:35      | 2021년 4월 22일 | 39A 단지 (LC-39A)를 발사하는 승무원 수송                                                    |
| −02 : 55 : 00 | 오전 3:16:35  | 7:16:35      | 2021년 4월 22일 | 승무원이 패드에 도착                                                                        |
| −02 : 35 : 00 | 오전 3:36:35  | 7:36:35      | 2021년 4월 22일 | 승무원 진입                                                                                 |
| −02 : 20 : 00 | 오전 3:51:35  | 7:51:35      | 2021년 4월 22일 | 통신 확인                                                                                   |
| −02 : 15 : 00 | 오전 3:56:35  | 7:56:35      | 2021년 4월 22일 | 좌석 회전 준비 확인                                                                         |
| −02 : 14 : 00 | 오전 3:57:35  | 7:57:35      | 2021년 4월 22일 | 수트 누출 점검                                                                              |
| −01 : 55 : 00 | 오전 4:16:35  | 8:16:35      | 2021년 4월 22일 | 해치 닫기                                                                                   |
| −01 : 10 : 00 | 오전 5:01:35  | 9:01:35      | 2021년 4월 22일 | Dragon에 ISS 상태 업로드                                                                    |
| −00 : 45 : 00 | 오전 5:26:35  | 9:26:35      | 2021년 4월 22일 | SpaceX 런치 디렉터는 추진제 부하를 확인한다.                                                |
| −00 : 42 : 00 | 오전 5:29:35  | 9:29:35      | 2021년 4월 22일 | 승무원 액세스 암이 수축                                                                     |
| −00 : 37 : 00 | 오전 5:34:35  | 9:34:35      | 2021년 4월 22일 | 드래곤 발사 탈출 시스템 이 무장했다.                                                        |
| −00 : 35 : 00 | 오전 5:36:35  | 9:36:35      | 2021년 4월 22일 | RP-1 (로켓 급 등유) 적재 시작; 1 단계 LOX (액체 산소) 로딩이 시작된다.                      |
| −00 : 16 : 00 | 오전 5:55:35  | 9:55:35      | 2021년 4월 22일 | 2 단계 LOX 로딩이 시작된다.                                                                 |
| −00 : 07 : 00 | 오전 6:04:35  | 10:04:35     | 2021년 4월 22일 | Falcon 9는 출시 전에 엔진 냉각을 시작한다.                                                  |
| −00 : 05 : 00 | 오전 6:06:35  | 10:06:35     | 2021년 4월 22일 | 드래곤이 내부 권력으로 전환                                                                 |
| −00 : 01 : 00 | 오전 6:10:35  | 10:10:35     | 2021년 4월 22일 | 최종 사전 발사 확인을 시작하는 명령 비행 컴퓨터 비행 압력에 대한 추진 탱크 가압이 시작된다. |
| −00 : 00 : 45 | 오전 6:10:50  | 10:10:50     | 2021년 4월 22일 | SpaceX 런치 디렉터가 출시를 확인한다.                                                       |
| −00 : 00 : 03 | 오전 6:11:32  | 10:11:32     | 2021년 4월 22일 | 엔진 컨트롤러가 엔진 점화 순서를 시작 하도록 명령한다.                                      |
| +00 : 00      | 오전 6:11:35  | 10:11:35     | 2021년 4월 22일 | 이륙                                                                                        |
| +00 : 01 : 02 | 오전 6:12:37  | 10:12:37     | 2021년 4월 22일 | 최대 Q (로켓에 대한 최대 기계적 응력의 순간)                                                |
| +00 : 02 : 36 | 오전 6:14:11  | 10:14:11     | 2021년 4월 22일 | 1 단계 주 엔진 차단 (MECO)                                                                  |
| +00 : 02 : 39 | 오전 6:14:14  | 10:14:14     | 2021년 4월 22일 | 1 단계와 2 단계 분리                                                                        |
| +00 : 02 : 47 | 오전 6:14:22  | 10:14:22     | 2021년 4월 22일 | 2 단 엔진 시동                                                                              |
| +00 : 07 : 27 | 오전 6:19:02  | 10:19:02     | 2021년 4월 22일 | 1 단계 진입 화상                                                                            |
| +00 : 08 : 47 | 오전 6:20:22  | 10:20:22     | 2021년 4월 22일 | 2 단계 엔진 차단 (SECO-1)                                                                   |
| +00 : 09 : 03 | 오전 6:20:38  | 10:20:38     | 2021년 4월 22일 | 1 단계 착륙 화상                                                                            |
| +00 : 09 : 30 | 오전 6:21:05  | 10:21:05     | 2021년 4월 22일 | 1 단계 착륙                                                                                 |
| +00 : 11 : 58 | 오전 6:23:33  | 10:23:33     | 2021년 4월 22일 | 크루 드래곤이 2 단계에서 분리                                                               |
| +00 : 13 : 02 | 오전 6:24:37  | 10:24:37     | 2021년 4월 22일 | Dragon nosecone 열기 시퀀스 시작                                                            |

## ISS에 유럽 로봇 팔 추가
SpaceX Crew-2는 2021년 7월 15일에 Proton-M 로켓을 타고 Nauka를 발사하고 도킹하기 전에 2021년 4월 24일에 도착하였다. 이 로켓은 많은 기대를 받고있는 부분을 운반 하고 다른 하나는 이미 5월 14일 STS-132에 탑재된 유럽 로봇 암이었고 2020 및 Rassvet 모듈에 부착되었다.

## 같이 보기
- 보잉 CST-100 스타라이너